# Costanza Rangoni
Costanza Rangoni (o Rangone) (1495 – Bazens, 1567) è stata una nobildonna italiana.

## Biografia

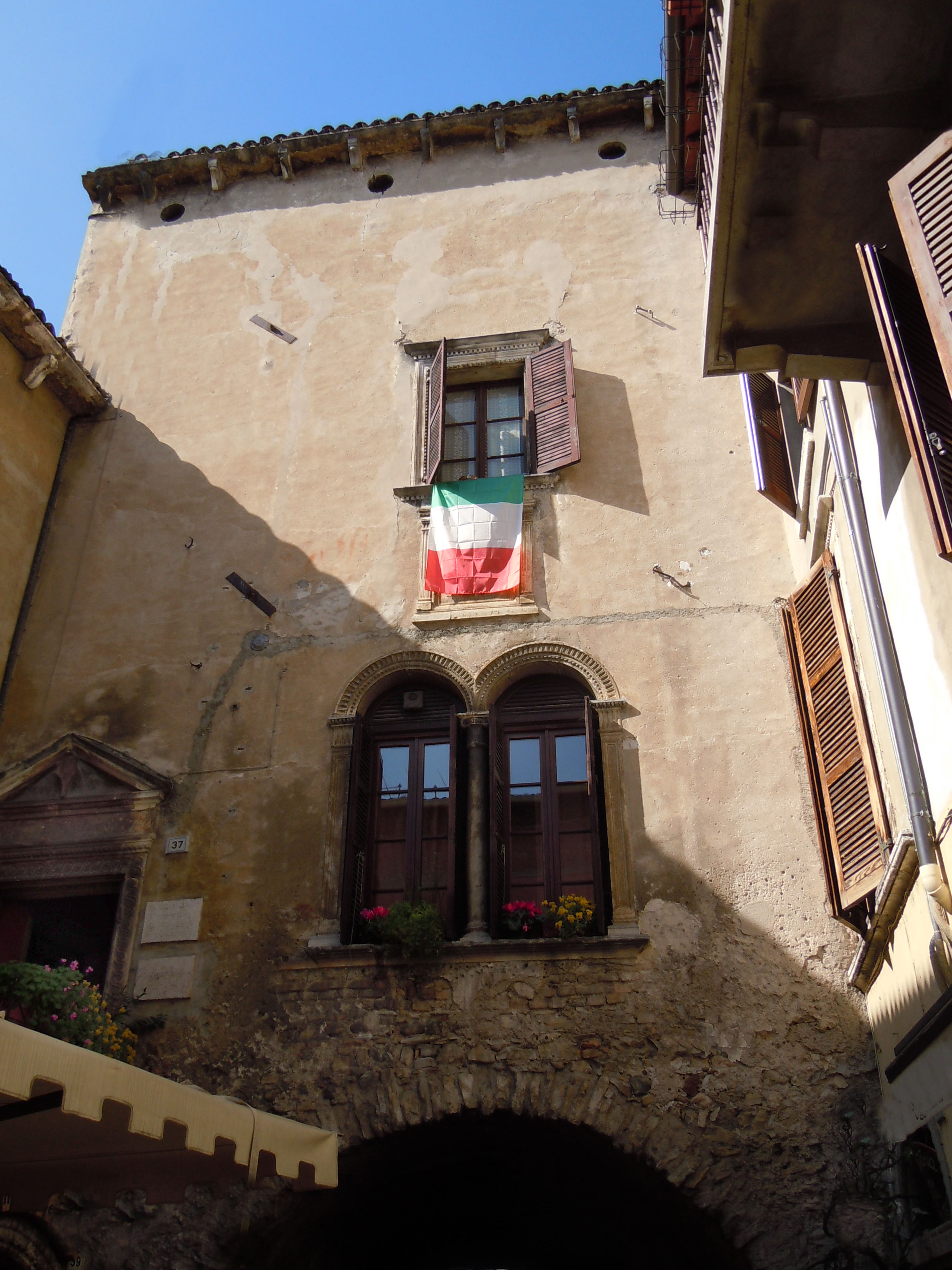
Garda, Palazzo Fregoso.

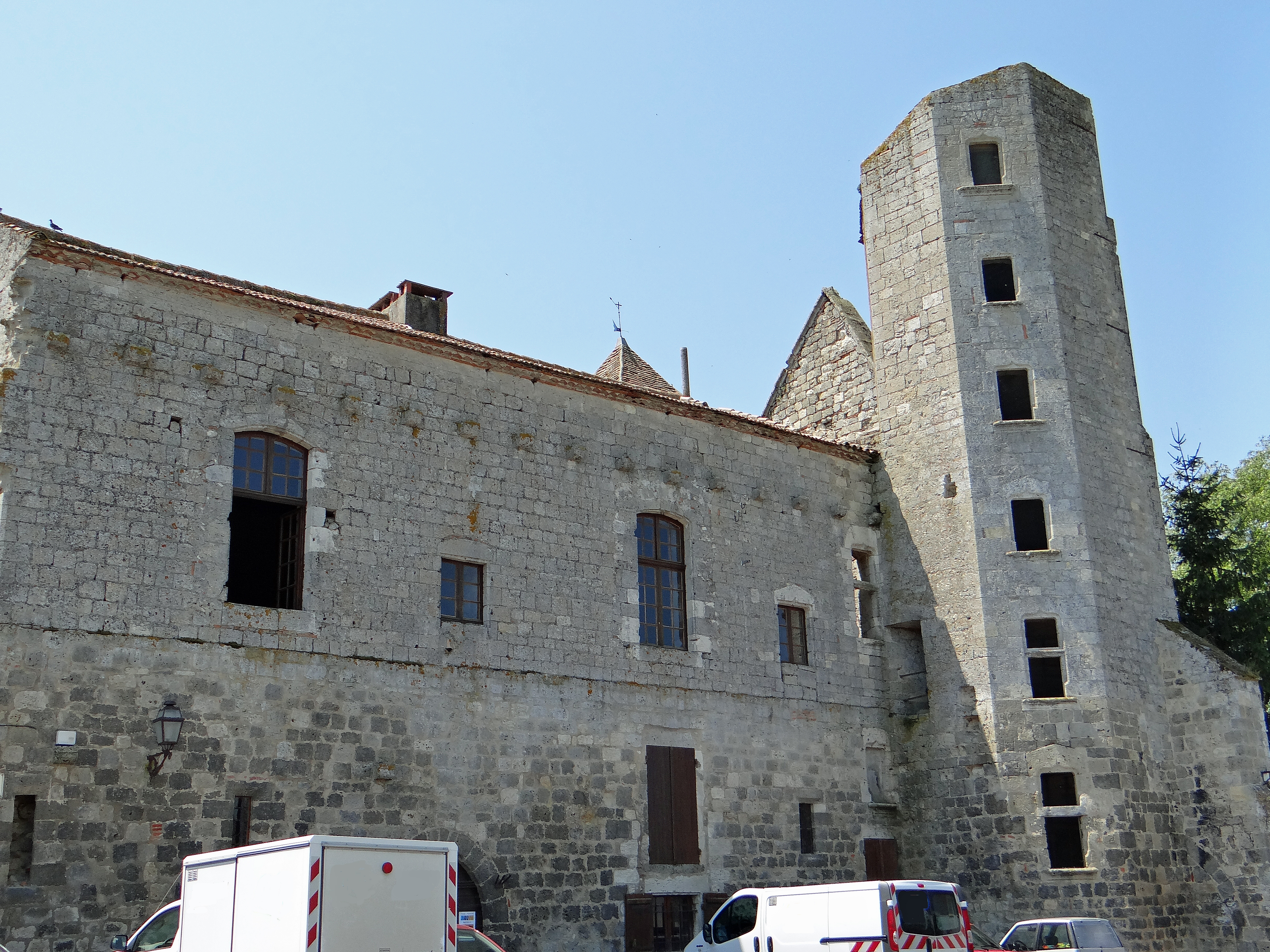
Castello di Bazens.

Fu l'ultima figlia del condottiero Niccolò Maria Rangoni (1455-1500), signore di Modena e Spilamberto e di Bianca Bentivoglio dei Bentivoglio signori di Bologna. Sorella di Ginevra e dei condottieri Guido II Rangoni (1485-1539), Ludovico (...-1552),  Francesco (...-1528) ed Annibale (...-1523).
Rimasta vedova in prime nozze del conte Tommaso Calcagnini di Ferrara, Costanza sposò nell'ottobre 1529 il conte Cesare Fregoso, condottiero amico del fratello Guido II, noto ai posteri quale mecenate del novelliere Matteo Bandello, dal quale ebbe quattro figli.
Fu ospite dal 1538 al 1541, con il marito Cesare Fregoso e i loro figli, del marchese e cognato Aloisio Gonzaga a Castel Goffredo assieme al poeta Matteo Bandello, che qui incontrò Lucrezia Gonzaga di Gazzuolo, divenendo sua discepola. Nel 1540, mentre si trovava a Castel Goffredo, diede alla luce il suo ultimo figlio di nome Cesare.
Dopo l'assassinio del marito nel 1541 per ordine di Carlo V, Costanza Rangoni si rifugiò, insieme ai figli e a Matteo Bandello, prima a Venezia e poi in Francia a Bazens, ospiti di Francesco I.
Morì nel 1567.

## Discendenza
Dal matrimonio con Tommaso Calcagnini nacquero quattro figli:
- Alfonso, letterato;
- Teofilo (?-1560), diplomatico;
- Ercole;
- Laura, sposò Gianpaolo Corelli.

Costanza e Cesare Fregoso ebbero quattro figli:
- Ottaviano (?-1571), condottiero;
- Cesare, nacque a Castel Goffredo tra il 1536 e il 1540 e morì a Padova nel 1624. Sposò Lucilla Pio di Costanzo;
- Ettore, letterato;
- Giano (1537-1586), vescovo di Agen nel 1555.

## Ascendenza
|                         |                        |                            | Genitori                 |  |  | Nonni |  |  | Bisnonni         |  |  | Trisnonni        |  |
|                         |                        |                            |                          |  |  |       |  |  | Jacopino Rangoni |  |  | Gherardo Rangoni |  |
|                         |                        |                            |                          |  |  |       |  |  | Jacopino Rangoni |  |  | Gherardo Rangoni |  |
|                         |                        | Mabilia Porzia             |                          |  |  |       |  |  | Jacopino Rangoni |  |  |                  |  |
| Guido I Rangoni         |                        |                            |                          |  |  |       |  |  | Jacopino Rangoni |  |  |                  |  |
|                         |                        | Fina Buzzacarini           | Pataro Buzzacarini       |  |  |       |  |  |                  |  |  |                  |  |
|                         |                        | Fina Buzzacarini           | Pataro Buzzacarini       |  |  |       |  |  |                  |  |  |                  |  |
|                         |                        | Fina Buzzacarini           | …                        |  |  |       |  |  |                  |  |  |                  |  |
| Niccolò Maria Rangoni   |                        | Fina Buzzacarini           |                          |  |  |       |  |  |                  |  |  |                  |  |
|                         |                        | Feltrino Boiardo           | Matteo Boiardo           |  |  |       |  |  |                  |  |  |                  |  |
|                         |                        | Feltrino Boiardo           | Matteo Boiardo           |  |  |       |  |  |                  |  |  |                  |  |
|                         |                        | Feltrino Boiardo           | Bernardina Lambertini    |  |  |       |  |  |                  |  |  |                  |  |
| Giovanna Boiardo        |                        | Feltrino Boiardo           |                          |  |  |       |  |  |                  |  |  |                  |  |
|                         |                        | Guiduccia da Correggio     | Gherardo VI da Correggio |  |  |       |  |  |                  |  |  |                  |  |
|                         |                        | Guiduccia da Correggio     | Gherardo VI da Correggio |  |  |       |  |  |                  |  |  |                  |  |
|                         |                        | Guiduccia da Correggio     | …                        |  |  |       |  |  |                  |  |  |                  |  |
| Costanza Rangoni        |                        | Guiduccia da Correggio     |                          |  |  |       |  |  |                  |  |  |                  |  |
|                         | Annibale I Bentivoglio | Anton Galeazzo Bentivoglio |                          |  |  |       |  |  |                  |  |  |                  |  |
|                         | Annibale I Bentivoglio | Anton Galeazzo Bentivoglio |                          |  |  |       |  |  |                  |  |  |                  |  |
|                         | Annibale I Bentivoglio | Francesca Gozzadini        |                          |  |  |       |  |  |                  |  |  |                  |  |
| Giovanni II Bentivoglio | Annibale I Bentivoglio |                            |                          |  |  |       |  |  |                  |  |  |                  |  |
|                         |                        | Donnina Visconti           | Lancillotto Visconti     |  |  |       |  |  |                  |  |  |                  |  |
|                         |                        | Donnina Visconti           | Lancillotto Visconti     |  |  |       |  |  |                  |  |  |                  |  |
|                         |                        | Donnina Visconti           | N.N.                     |  |  |       |  |  |                  |  |  |                  |  |
| Bianca Bentivoglio      |                        | Donnina Visconti           |                          |  |  |       |  |  |                  |  |  |                  |  |
|                         |                        | Alessandro Sforza          | Muzio Attendolo Sforza   |  |  |       |  |  |                  |  |  |                  |  |
|                         |                        | Alessandro Sforza          | Muzio Attendolo Sforza   |  |  |       |  |  |                  |  |  |                  |  |
|                         |                        | Alessandro Sforza          | Lucia Terzani            |  |  |       |  |  |                  |  |  |                  |  |
| Ginevra Sforza          |                        | Alessandro Sforza          |                          |  |  |       |  |  |                  |  |  |                  |  |
|                         |                        | N.N.                       | N.N.                     |  |  |       |  |  |                  |  |  |                  |  |
|                         |                        | N.N.                       | N.N.                     |  |  |       |  |  |                  |  |  |                  |  |
|                         |                        | N.N.                       | N.N.                     |  |  |       |  |  |                  |  |  |                  |  |
|                         |                        | N.N.                       |                          |  |  |       |  |  |                  |  |  |                  |  |